# Кечутское водохранилище
Кечутское водохранилище (арм. Կեչուտի ջրամբար) — водохранилище в Вайоцдзорской области Армении, на реке Арпа, в 3,5 км к югу от курортного города Джермук.

## Назначение и история развития

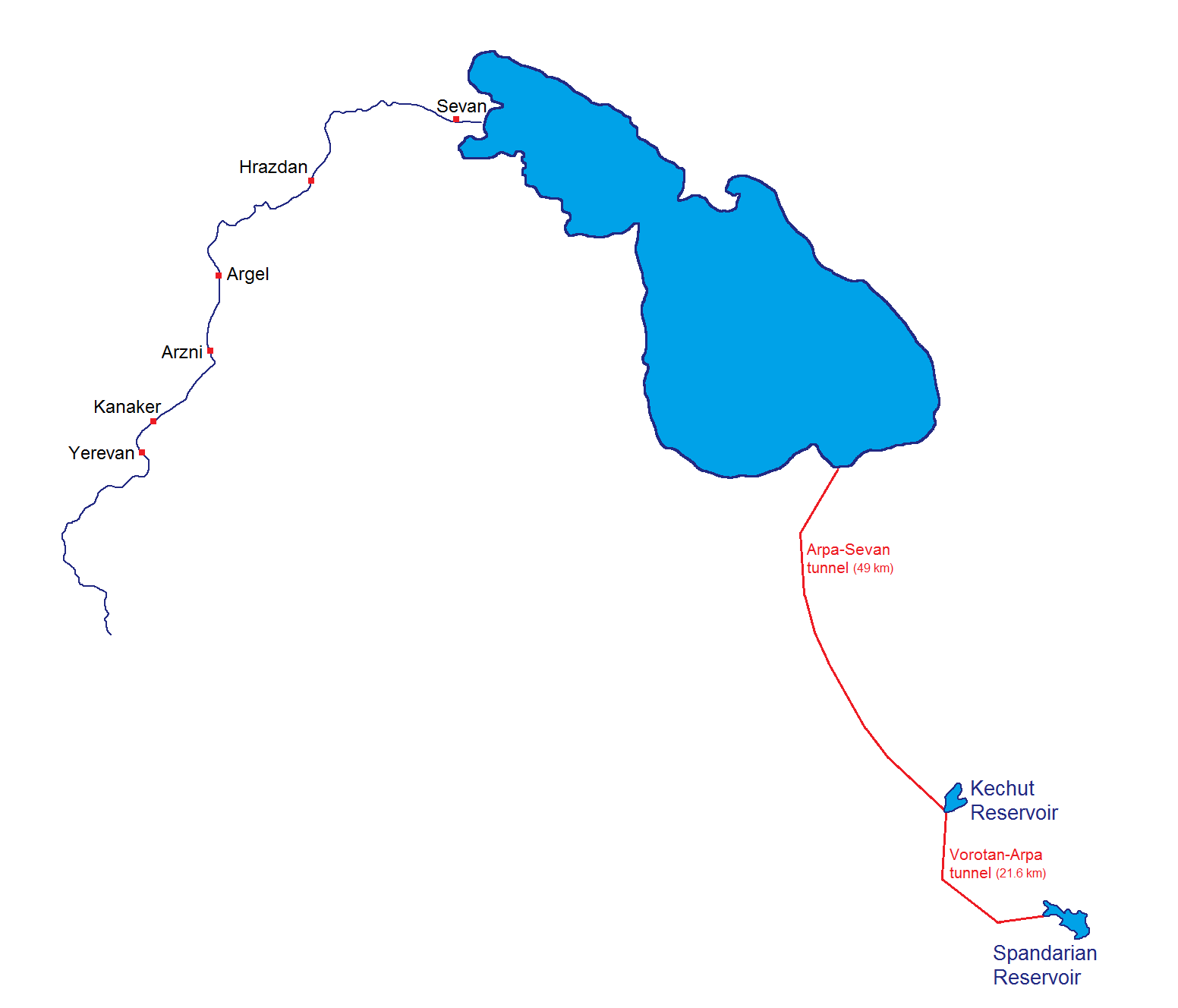
Схема соединения Кечутского водохранилища со Спандарянским и с озером Севан. Слева показана вытекающая из Севана река Раздан.

Водохранилище построено в 1981 году. Вода из него по 48-километровому тоннельному водоводу Арпа — Севан, пробитому через Варденисский хребет, поступает в озеро Севан для восстановления его уровня.

### Ремонт водоводных тоннелей
В 2003 было завершено строительство другого подземного водовода — тоннеля Воротан — Арпа, протяжённостью в 21,6 км, который позволяет спускать воду из Спандарянского водохранилища к Кечутскому и далее к озеру Севан. Тем не менее эксплуатация этого тоннеля многократно затягивается.
Тоннель Арпа — Севан также многократно ремонтировался, вследствие чего в этом периоде не осуществлялся сброс воды к озеру Севан. Намечается, что полный ресурс тоннеля будет задействован в 2020 году. В январе 2020 года был проведен первый пуск воды.

### Другие работы
В конце 2007 года были завершены работы по реставрации водохранилища.
В 2014 году задействована станция очистки стоков города Джермук, позволяющая улучшить качество воды в водохранилище.

## Характеристики
Площадь — 145 га, объём — 23 млн м³, средняя глубина — 20 м, длина береговой линии — 8,5 км.
Высота над уровнем моря — около 1950 м.
Характеристики по проекту строительства водохранилища от 1988 года:
- площадь зеркала — 1 км². (100 га),
- полный объём — 24 млн м³,
- полезный объём — 4 млн м³.

Место слива воды в подземный тоннель выполнено в форме цветка, вследствие чего часто называется «маргариткой» и придает объекту интерес для туристов в Армении.

## Биосфера
Вид водных микроорганизмов Epicarchesium pectinatum впервые обнаружен в Армении именно в Кечутском водохранилище.
Предполагаемая рыбопродуктивность — 150—200 ц рыбы в год. Возможные объекты промысла — сиг, форель, храмуля.
В 2017 году качество воды в водохранилище признано наилучшим среди 6 проверенных водохранилищ Армении.